# Jammin' Soul Market
『Jammin' Soul Market』（ジャミン・ソウル・マーケット）は、障子久美8作目のアルバム。2000年8月2日にメディアリングから発売された。

## 収録曲
全曲　作詞・作曲・編曲：障子久美
1. 愛の中で
2. OUT
3. Dreamless Dream
4. TOBE
5. 呼吸
6. Confession
7. Revenge
8. 愛の力を信じた日から
9. Groovin' Heaven
10. Venus